# Aeroportul Bragança
Aeroportul Bragança (IATA: BGC, ICAO: LPBG) este un aeroport din Districtul Bragança, Portugalia ce deservește zona Bragança. Aeroportul a fost tranzitat în 2017 de 3.154 de pasageri. A fost numit după zona deservită.
Situat la o altitudine de 649 m, aeroportul dispune de o singură pistă.